# Whitneyville (Maine)
Whitneyville es un pueblo ubicado en el condado de Washington en el estado estadounidense de Maine. En el Censo de 2010 tenía una población de 220 habitantes y una densidad poblacional de 5,59 personas por km².

## Geografía
Whitneyville se encuentra ubicado en las coordenadas 44°45′26″N 67°32′24″O / 44.75722, -67.54000. Según la Oficina del Censo de los Estados Unidos, Whitneyville tiene una superficie total de 39.36 km², de la cual 38.55 km² corresponden a tierra firme y (2.07%) 0.81 km² es agua.

## Demografía
Según el censo de 2010, había 220 personas residiendo en Whitneyville. La densidad de población era de 5,59 hab./km². De los 220 habitantes, Whitneyville estaba compuesto por el 98.18% blancos, el 0.45% eran afroamericanos, el 0% eran amerindios, el 0.45% eran asiáticos, el 0% eran isleños del Pacífico, el 0.91% eran de otras razas y el 0% pertenecían a dos o más razas. Del total de la población el 2.73% eran hispanos o latinos de cualquier raza.